# 2NE1 2nd Mini Album
2NE1 2nd Mini Album – drugi minialbum południowokoreańskiej grupy 2NE1, wydany 28 lipca 2011 roku przez YG Entertainment. Był promowany przez singel Ugly. Minialbum sprzedał się w liczbie ok. 141 tysięcy egzemplarzy.
21 września 2011 roku minialbum ukazał się w Japonii pod tytułem NOLZA, wydany przez YGEX. Osiągnął 1 pozycję na liście Oricon Album Chart i pozostał na niej przez 15 tygodni.

## Lista utworów
| CD | CD                                                           | CD                     | CD                     | CD         | CD      |
| Nr | Tytuł utworu                                                 | Tekst                  | Kompozycja             | Aranżacja  | Długość |
| -- | ------------------------------------------------------------ | ---------------------- | ---------------------- | ---------- | ------- |
| 1. | „I Am the Best” (kor. 내가 제일 잘 나가 Naega Jeil Jal Naga) | Teddy Park             | Teddy Park             | Teddy Park | 3:30    |
| 2. | „Ugly”                                                       | Teddy Park             | Teddy Park, Lydia Paek | Teddy Park | 4:08    |
| 3. | „Lonely”                                                     | Teddy Park             | Teddy Park, Kush       | Teddy Park | 3:30    |
| 4. | „Hate You”                                                   | Teddy Park             | Teddy Park             | Teddy Park | 3:31    |
| 5. | „Don't Cry”                                                  | Teddy Park, Lydia Paek | Teddy Park, Lydia Paek | Teddy Park | 3:12    |
| 6. | „Don't Stop The Music”                                       | Kush                   | Kush                   | Pil Kang   | 3:49    |

## Notowania
| Lista                   | Pozycja |
| ----------------------- | ------- |
| Gaon Weekly Album Chart | 1       |
| Gaon Yearly Album Chart | 14      |
| Five Music (Tajwan)     | 1       |
| Billboard World Albums  | 4       |